# Korean Air Aerospace KUS-15
Il Korean Air Aerospace KUS-15 è un aeromobile a pilotaggio remoto (APR o UAV dall'acronimo in inglese) sviluppato dalla Korean Air Aerospace per la  RoKAF, l'Aeronautica Militare della Corea del Sud. Il KUS-15 è progettato per missioni di sorveglianza a lunga autonomia e a medie altitudini.

## Sviluppo
Lo sviluppo del MUAS risale al 2006, quando la Defense Acquisition Program Administration (DAPA) coreana ha presentato un progetto di sviluppo da 980 miliardi di won (732 milioni di dollari) per l'aereo senza pilota denominato UAV strategico di media altitudine e lunga durata KUS-FS.
Un mock-up a grandezza naturale del MUAV, ridesignato KUS-15, era in mostra al Salone di difesa ADEX di Seoul del 2019.
Del KUS-15 Sono stati costruiti due prototipi, il secondo dei quali dotato di avionica migliorata e sistemi di missione interni per missioni ISR su obiettivi nelle profondità della Corea del Nord.
Ad agosto 2023, la DAPA annuncia che le autorità di difesa della Repubblica di Corea hanno approvato un piano per la produzione in serie del KUS-15 fino al 2028 per rafforzare le capacità ISR dell'Aeronautica militare sudcoreana.
Il 25 gennaio 2024, è stata lanciata la produzione del KUS-15.

## Utilizzatori
Corea del Sud
- Daehan Minguk Gonggun